# Clara Sanjuan i Rialp
Clara Sanjuan i Rialp, coneguda també com a Sanjuan de Lengo (Barcelona, 21 d'octubre de 1859 - Barcelona, 17 de desembre de 1934) fou una violinista catalana.

## Biografia
Va néixer al carrer Obradors de Barcelona, filla d'Antoni Sanjuan i Sabi (1826-1908), natural de Viella, i d'Amàlia Rialp i Ramírez, natural de Montalban (França).
El seu avi matern fou Narcís Rialp, que era professor de violí al Liceu de Besançon (França) i fou el que li ensenyà els primers passos musicals i després el violí, en el que va fer ràpids progressos. El cèlebre violinista belga Charles Carré, en ocasió de trobar-se a Barcelona, descobrí, segons frase seva, <un verdader tresor, un talent extraordinari i de primer ordre> en la jove Clara, la qual passà després a ser deixebla seva. Acompanyada Clara de la seva mare i junt amb la família Carré va estar a França, Alemanya i Anglaterra, perfeccionant-se en els seus estudis. El 1872 fou presentada pel mateix Carré davant el públic dels concerts clàssics matinals de Baden, i aconseguí brillants èxits. Llavors tenis només dotze anys. Es repetiren els seus èxits en els Concerts Strauss de Frankfurt, Niça, Canes, Menton, Royal Albert Hall de Londres, etc. En una de les excursions conegué al malagueny Miguel de Lengo Castañeda (1836-1903), amb el que va contraure matrimoni el novembre de 1875, i des de llavors deixà la vida artística per la més descansada i tranquil·la de la llar, limitant-se a donar concerts en la intimitat.